# Vuje
Vuje è una circoscrizione rurale (rural ward) della Tanzania situata nel distretto di Same, regione del Kilimangiaro. Conta una popolazione di 10 726 abitanti (censimento 2012).